# Späte Frühlingsschwebfliege

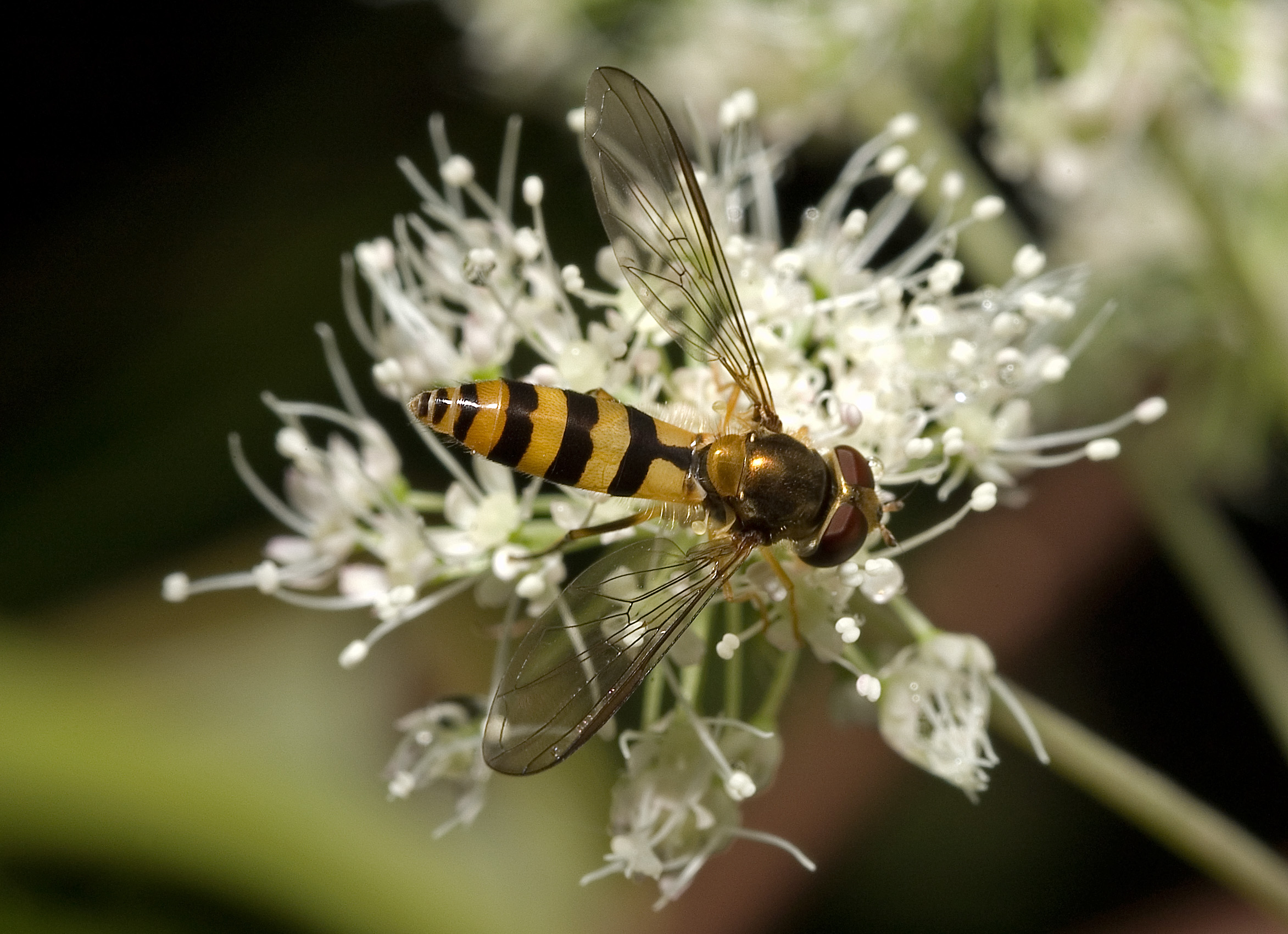

Die Späte Frühlingsschwebfliege oder Gemeine Zart-Schwebfliege (Meliscaeva cinctella) ist eine Fliege aus der Familie der Schwebfliegen (Syrphidae).

## Merkmale
Die Fliegen erreichen eine Länge von 7 bis 11 Millimetern und haben einen langen und schlanken Körperbau. Die Stirn der Männchen ist gelb gefärbt, oberhalb der Fühler befindet sich ein halbkreisförmiger schwarzer Fleck. Bei den Weibchen ist die Stirn am Scheitel komplett schwarz, mittig ist sie gelb bestäubt. Die Fühler sind rotgelb gefärbt. Beim Männchen ist das zweite und dritte Glied auf der Oberseite verdunkelt, das dritte Glied der Weibchen ist oberseits schwarz.
Die Fühlerborste (Arista) ist fein behaart, das dunkel glänzende Mesonotum ist braun behaart. Das gelbe Schildchen (Scutellum) trägt lange schwarze Haare. Die schwach bräunlich gefärbten Flügel sind durchsichtig, ihre Subcostalader und das Pterostigma sind braun. Die Halteren sind rotgelb. Der Hinterleib hat parallele Seitenränder, ist mattschwarz gefärbt und trägt auf jedem Segment eine mittig gebuchtete, breite gelbe Binde, die am zweiten Hinterleibssegment mittig schwarz geteilt ist. Man kann die Art mit der etwas kleineren Fagisyrphus cinctus verwechseln, diese besitzt aber gelbe Haare am Schildchen und hat einen kürzeren Hinterleib.

## Vorkommen
Die Tiere kommen in der Holarktis und Orientalis vor. Sie sind in Mitteleuropa häufig und kommen in fast allen Biotopen vom Flachland bis in hohe Lagen vor, sind aber in Waldnähe am häufigsten. Sie fliegen von April bis September bzw. Anfang Oktober, wobei der Höhepunkt der Flugzeit im Juli und August liegt.

## Lebensweise
Die Imagines sind Blütenbesucher an verschiedensten Blüten, halten sich aber bevorzugt auf Doldenblütlern auf. Die Larven leben zoophag von Blattläusen.